# Calciatore dell'anno (Grecia)
Il Calciatore greco dell'anno (ποδοσφαιρικά βραβεία ΠΣΑΠ) è un premio calcistico greco assegnato ogni anno.

## Albo d'oro

### Calciatore greco dell'anno
- 1995 -  Giōrgos Geōrgiadīs, Panathīnaïkos
- 1996 -  Vasilīs Tsiartas, AEK Atene/ Siviglia
- 1997 -  Demis Nikolaidis, AEK Atene
- 1998 -  Demis Nikolaidis, AEK Atene
- 1999 -  Grigorios Georgatos, Olympiakos/ Inter
- 2000 -  Nikos Liberopoulos, Panathīnaïkos
- 2001 -  Alexandros Alexandris, Olympiakos
- 2002 -  Demis Nikolaidis, AEK Atene
- 2003 -  Stelios Giannakopoulos, Olympiakos/ Bolton
- 2004 -  Dīmītrios Papadopoulos, Panathīnaïkos
- 2005 -  Kōstas Katsouranīs, AEK Atene
- 2006 -  Nikos Liberopoulos, AEK Atene
- 2007 -  Nikos Liberopoulos, AEK Atene
- 2008 -  Dimitris Salpingidis, Panathīnaïkos

- 2009 -  Dimitris Salpingidis, Panathīnaïkos
- 2010 -  Vasilīs Torosidīs, Olympiakos
- 2011 -  Avraam Papadopoulos, Olympiakos
- 2012 -  Kōstas Mītroglou, Atromitos
- 2013 -  Dīmītrios Papadopoulos, Panthrakikos
- 2014 -  Dīmītrios Papadopoulos, Atromitos
- 2015 -  Nikos Kaltsas, Veria
- 2016 -  Kōstas Fortounīs, Olympiakos
- 2017 -  Petros Mantalos, AEK Atene
- 2018 -  Lazaros Christodoulopoulos, AEK Atene
- 2019 -  Kōstas Fortounīs, Olympiakos
- 2020 -  Kōstas Tsimikas, Olympiakos
- 2021 -  Giōrgos Masouras, Olympiakos

### Miglior straniero del campionato greco
- 1995 -  Krzysztof Warzycha, Panathīnaïkos
- 1996 -  Temuri Ketsbaia, AEK Atene
- 1997 -  Krzysztof Warzycha, Panathīnaïkos
- 1998 -  Krzysztof Warzycha, Panathīnaïkos
- 1999 -  Siniša Gogić, Olympiakos
- 2000 -  Giovanni, Olympiakos
- 2001 -  Predrag Đorđević, Olympiakos
- 2002 -  Predrag Đorđević, Olympiakos
- 2003 -  Predrag Đorđević, Olympiakos
- 2004 -  Markus Münch, Panathīnaïkos
- 2005 -  Luciano, Skoda Xanthi
- 2006 -  Rivaldo, Olympiakos
- 2007 -  Rivaldo, Olympiakos/AEK Atene
- 2008 -  Ismael Blanco, AEK Atene

- 2009 -  Luciano Galletti, Olympiakos
- 2010 -  Djibril Cissé, Panathīnaïkos
- 2011 -  Vieirinha, PAOK
- 2012 -  Kevin Mirallas, Olympiakos
- 2013 -  Rubén Rayos, Asteras Tripolis
- 2014 -  Marcus Berg, Panathīnaïkos
- 2015 -  Alejandro Damián Domínguez, Olympiakos
- 2016 -  Marcus Berg, Panathīnaïkos
- 2017 -  Marcus Berg, Panathīnaïkos
- 2018 -  Amr Warda, Atromītos
- 2019 -  Vieirinha, PAOK
- 2020 -  Youssef El-Arabi, Olympiacos
- 2021-  Youssef El-Arabi, Olympiacos

### Miglior giovane
- 1995 -  Demis Nikolaidis, Apollon Smyrnis
- 1996 -  Nikos Liberopoulos, Kalamata
- 1997 -  Dimitrios Eleftheropoulos, Olympiakos
- 1998 -  Paraskevas Antzas, Skoda Xanthi
- 1999 -  Nikos Iordanidis, OFI Creta
- 2000 -  Chrīstos Patsatzoglou, Skoda Xanthi
- 2001 -  Geōrgios Seïtaridīs, Panathīnaïkos
- 2002 -  Spyros Vallas, Skoda Xanthi
- 2003 -  Evangelos Mantzios, Panionios
- 2004 -  Alexandros Tziolīs, Panionios
- 2005 -  Panagiōtīs Lagos, Iraklis
- 2006 -  Panagiōtīs Lagos, Iraklis
- 2007 -  Sōtīrīs Ninīs, Panathīnaïkos
- 2008 -  Sōkratīs Papastathopoulos, AEK Atene

- 2009 -  Vasilīs Koutsianikoulīs, Ergotelis
- 2010 -  Sōtīrīs Ninīs, Panathīnaïkos
- 2011 -  Ioannis Fetfatzidis, Olympiakos
- 2012 -  Panagiōtīs Vlachodīmos, Skoda Xanthi
- 2013 -  Ergys Kaçe, PAOK
- 2014 -  Dīmītrīs Kolovos, Panionios
- 2015 -  Charis Charisis, PAS Giannina
- 2016 -  Charis Charisis, PAOK
- 2017 -  Panagiōtīs Retsos, Olympiacos
- 2018 -  Tasos Douvikas, Asteras Tripolīs
- 2019 -  Giannīs Mpouzoukīs, Panathīnaïkos
- 2020 -  Dīmītrios Emmanouīlidīs, Paniōnios
- 2021 -  Chrīstos Tzolīs, PAOK

### Portiere dell'anno
- 2006 -  Antōnīs Nikopolidīs, Olympiakos
- 2007 -  Antōnīs Nikopolidīs, Olympiakos
- 2008 -  Antōnīs Nikopolidīs, Olympiakos
- 2009 -  Antōnīs Nikopolidīs, Olympiakos
- 2010 -  Michalīs Sīfakīs, Aris Salonicco
- 2011 -  Michalīs Sīfakīs, Aris Salonicco
- 2012 -  Orestīs Karnezīs, Panathīnaïkos
- 2013 -  Orestīs Karnezīs, Panathīnaïkos
- 2014 -  Roberto, Olympiakos

- 2015 -  Markos Vellidis, PAS Giannina
- 2016 -  Roberto, Olympiakos
- 2017 -  Andreas Gianniōtīs, Paniōnios
- 2018 -  Andreas Gianniōtīs, Atromītos
- 2019 -  Alexandros Paschalakīs, PAOK
- 2020 -  José Sá, Olympiacos
- 2021 -  Sōkratīs Dioudīs, Panathīnaïkos
- 2022 -  Jurij Lodygin, PAS Giannina

### Allenatore dell'anno
- 1995 -  Giannis Pathiakakis, Apollon Smyrnis
- 1996 -  Dušan Bajević, AEK Atene
- 1997 -  Georgios Paraschos, Iraklis
- 1998 -  Dušan Bajević, Olympiakos
- 1999 -  Dušan Bajević, Olympiakos
- 2000 -  Ioannis Kyrastas, Panathīnaïkos
- 2001 -  Dušan Bajević, AEK Atene
- 2002 -  Fernando Santos, AEK Atene
- 2003 -  Dušan Bajević, AEK Atene
- 2004 -  Angelos Anastasiadis, PAOK
- 2005 -  Fernando Santos, AEK Atene
- 2006 -  Savvas Kōfidīs, Iraklis
- 2007 -  Ewald Lienen, Panionios
- 2008 -  Dušan Bajević, Aris Salonicco

- 2009 -  Fernando Santos, PAOK
- 2010 -  Fernando Santos, PAOK
- 2011 -  Ernesto Valverde, Olympiakos
- 2012 -  Ernesto Valverde, Olympiakos e  Giōrgos Dōnīs, Atromitos
- 2013 -  Giannis Christopoulos, PAS Giannina
- 2014 -  Yannis Anastasiou, Panathīnaïkos
- 2015 -  Giannis Petrakis, PAS Giannina
- 2016 -  Marinos Ouzounidīs, Panionios
- 2017 -  Vladimir Ivić, PAOK
- 2018 -  Manolo Jiménez, AEK Atene
- 2019 -  Răzvan Lucescu, PAOK
- 2020 -  Pedro Martins, Olympiacos
- 2021 -  Pedro Martins, Olympiacos
- 2022 -  Ivan Jovanović, Panathīnaïkos
- 2023 -  Matías Almeyda, AEK Atene
- 2024 -  Răzvan Lucescu, PAOK